# Carl Georg August von Oppel
Carl Georg August von Oppel (* 11. März 1725 in Wetzlar; † 3. Januar 1760 in Mömpelgard), Herr auf Gosda und Wellerswalde, war ein Hofbeamter im Dienst von Sachsen-Gotha-Altenburg und danach von Württemberg.

## Herkunft
Er stammte aus dem Adelsgeschlecht derer von Oppel und war das zweite von vier das Kindesalter überlebenden Kindern und der älteste Sohn des damaligen Assessors am Reichskammergericht Siegmund Ehrenfried von Oppel (1687–1757) und dessen Ehefrau Christiane Charlotte, Tochter des ehemaligen Sachsen-Eisenbergischen Hausmarschalls Karl August Edler von der Planitz. Sein Vater wurde später sukzessive Kanzler, Kammerpräsident, Obersteuerdirektor und Präsident des Geheimen Rats von Sachsen-Gotha und Sachsen-Altenburg.

## Laufbahn
Carl Georg August trat ebenfalls in den Dienst des Herzogs Friedrich III. von Sachsen-Gotha-Altenburg und war bereits 1753, als er eine Hofdame der Herzogin Luise Dorothea heiratete, Regierungs- und Legationsrat. 1755 wurde er Vizekanzler in Altenburg und Gotha, zwei Jahre später Kanzler. 1759 wechselte er in den Dienst des Herzogs Carl Eugen von Württemberg, der ihn am 11. Februar 1759, des Fürsten Geburtstag, zum Geheimen Rat und Gouverneur der Gefürsteten Grafschaft Mömpelgard ernannte. Nur elf Monate später verstarb Carl Georg August von Oppel in Mömpelgard.

## Ehe und Nachkommen
Oppel heiratete am 25. April 1753 die Gräfin Louise Auguste Amalia von Dönhoff (* 23. Juli 1730; † 29. April 1768). Der Ehe entstammten zwei Töchter:
- Dorothea Friederike Emilie (* 26. November 1755 in Gotha; † 27. Juli 1830 in Lauenburg), Lyrikerin, Essayistin und Reiseschriftstellerin, ⚭ 1771 Friedrich Ludwig von Berlepsch (1749–1818), kurhannoverischer Landschaftsrat, 1795 geschieden, ⚭ 1801 August Heinrich Ludwig Harms, Amts- und Domänenrat
- Auguste Franziska Caroline († 1810), ⚭ 1776 ihren Cousin Carl Siegmund Emil von Uechtritz (1754–1849), sachsen-weimarischer Kammerrat, Sohn des sachsen-gothaischen Geheimen Rats Carl Emil von Uechtritz (1694–1775), Oberaufseher der fürstlichen Domänen, und dessen zweiter Ehefrau Christiane Dorothea von Oppel.

Nach Oppels frühem Tod übernahm sein Schwager Friedrich Hartmann von Witzleben (1722–1788), Oberstallmeister im Herzogtum Sachsen-Weimar-Eisenach und Ehemann seiner jüngeren Schwester Martha Eleonore (1726–1801), später sachsen-weimarischer Oberhofmarschall, die Vormundschaft für die beiden Mädchen bis zu deren Heirat 1771 bzw. 1776.